# Moqueca
La moqueca' o muqueca  '(denominada a veces también moqueca(muqueca) de peixe en portugués) es un cocido de pescado elaborado con cebolla, chile, tomate, hojas de cilantro y malagueta, todo ello elaborado con aceite de palma (azeite de dendê) y leche de coco.
Se elabora lentamente, y no se le añade agua. El plato es de origen indígena brasileño, y originariamente se elaboraba con hojas de diversos árboles. Existen dos variantes de moqueca: la moqueca baiana, procedente del estado de Bahía, en la parte nordeste de Brasil, y la moqueca capixaba, procedente del estado de Espírito Santo, en el sudeste. Es muy habitual en las gentes de ambos estados reclamar para sí la verdadera receta de la moqueca. La diferencia básica de la moqueca baiana con respecto de la capixaba es la sustitución del aceite de palma por achiote; pero, como se dice en la zona: moqueca é capixaba, o resto é peixada! (‘moqueca es la capixaba, ¡el resto es guiso de pescado!’); además, otro dicho reza que: moqueca baiana, essa só engana! (‘moqueca baiana, ¡esa solo engaña!’).

## Historia
La primera mención escrita de la moqueca se realiza en un documento histórico: una carta del cura portugués Luís de Grã, datada de 1554, en la que afirma que quando se dispunham a comer carne humana, os índios assavam-na na labareda (‘cuando se disponían a comer carne humana, los indios la asaban en la llama’), esto es el moquem. En 1584, otro cura, Fernão de Cardim, comenta que se moqueaban peces, papas, y mangará, entre otros alimentos. La moqueca actual no es asada.
- Datos: Q1929676
- Multimedia: Moqueca / Q1929676